# Ancistrochilus
Ancistrochilus är ett släkte av orkidéer. Ancistrochilus ingår i familjen orkidéer.
Kladogram enligt Catalogue of Life:
| Ancistrochilus | \| \| Ancistrochilus rothschildianus \| \| \| \| \| \| Ancistrochilus thomsonianus \| \| \| \| |
|                | \| \| Ancistrochilus rothschildianus \| \| \| \| \| \| Ancistrochilus thomsonianus \| \| \| \| |
|                | Ancistrochilus rothschildianus                                                                 |
|                |                                                                                                |
|                | Ancistrochilus thomsonianus                                                                    |
|                |                                                                                                |

## Bildgalleri

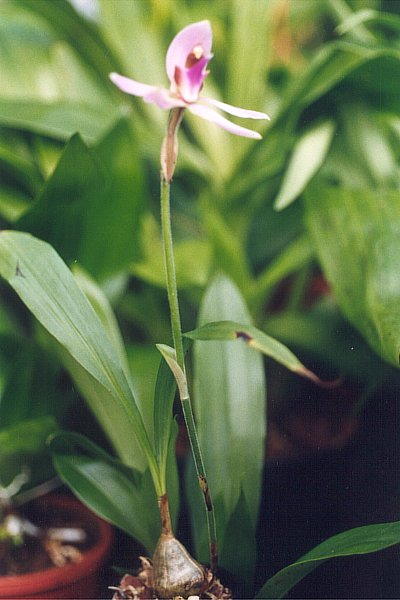
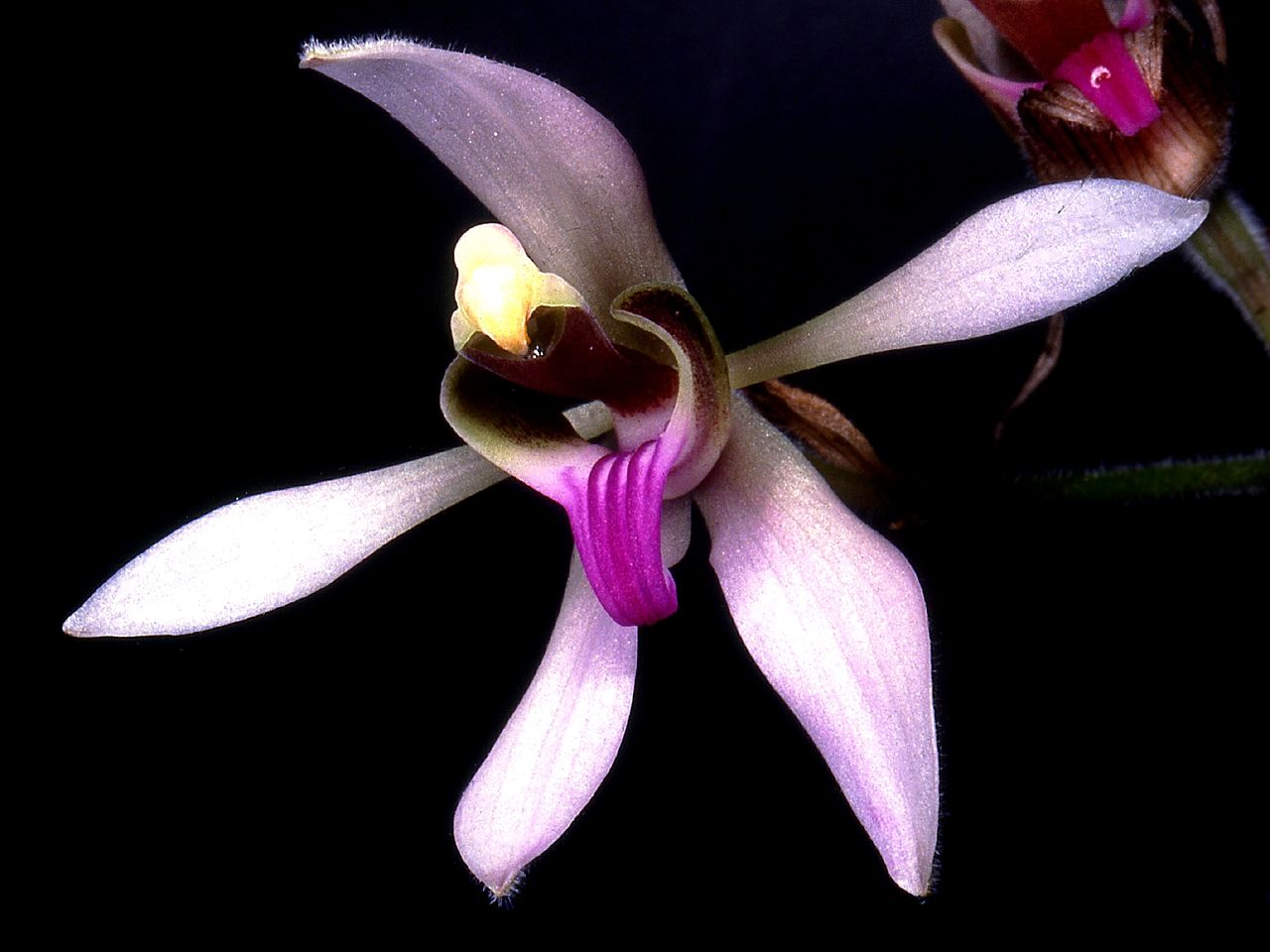